# Collège d'art d'État d'Azerbaïdjan Azim Azimzade
École d'art d'État d'Azerbaïdjan Azim Azimzade(en azéri: Əzim Əzimzadə adına Azərbaycan Dövlət Rəssamlıq Məktəbi).

## Histoire
En 1920, l'Atelier d'art d'État d'Azerbaïdjan est créé à Bakou sur la base de Libres ateliers d’art à l'initiative du président du Conseil des commissaires du peuple Nariman Narimanov et du Commissaire du peuple à l'éducation Dadash Bunyadzade.En 1924, la première remise des diplômes des élèves de cette école a lieu.
Au début des années 1920,en raison du manque de personnel local, des artistes russes enseignent à l'école d'art, tels que S. Samarodov, A. Koshechkin, S. A. Gorchakov et d'autres. En 1923, le département des beaux-arts est ouvert à l'école. En 1924-1936, les élèves de l'École des beaux-arts organisent les premières expositions créatives. Comme le nouveau personnel grandit, la direction s'améliore et le souci de leur développement futur augmente. O. Khaligov, S. Salamzade et surtout Azim Azimzade font un grand apport dans ce domaine.

## Développement
Azim Azimzade fournit une assistance complète à la créativité des étudiants, au développement des artistes locaux et du personnel de l'école d'art. Azim Azimzade était le directeur de l'École d'art en 1937-1943. Il était graphiste, satiriste, un enseignant très talentueux et l'un des compilateurs du magazine Molla Nasreddin. En 1938, le nom d'École d'Art change en École d’art d’état  d’Azerbaїdjan et la même année, le département de sculpture y est ouvert. Dans les années 30 et 40, l'école d'art forme des artistes et sculpteurs de talent tels que M. Abdullayev, R. Babayev,  T. Taghiyev, L. Feyzullayev, B. Mirzazade, F. Abdurahmanov, O. Eldarov, Dj.Qaryaghdi.
Pendant la Grande Guerre patriotique, un groupe d'artistes part au front et la plupart ne revient pas. Parmi eux, on peut citer honorablement le Héros de l'Union Soviétique Mehdi Huseynzadé. Dans les années d'après-guerre, à mesure que l'école d'art se développe, de nouveaux départements y s'ouvrent.
Les départements de dessin artistique, de graphisme, d'art théâtral, de tissu artistique, de peinture et de tapis fonctionnent déjà. Les artistes ayant fait des études supérieures dans les années 1970 et 1980 commencent à enseigner dans ces départements pour former le nouveau personnel.

## Transfert à l 'Académie
Lorsque l'Académie des Arts d'Etat d'Azerbaïdjan est créée le 13 juin 2000 à l'initiative du Président Heydar Aliyev, l'école est transférée à l'Académie sous le nom de Collège des Arts. Basé sur les traditions du passé, ce collège vise à former un large éventail d'artistes de classe mondiale, bien informés et éduqués. En plus des matières de spécialité, les étudiants apprennent l'histoire, la littérature, la calligraphie, la rime, la physique, des langues étrangères, les sports. Actuellement, il y a 7 spécialités dans le Collège des Arts:
Peinture,
Sculpture,
Graphique,
Théâtre - l'art du décor,
Arts appliqués décoratifs et art populaire,
Conception,
Peinture.
Actuellement, le directeur du College of Arts est le professeur Fikret Hashimov, un artiste émérite

## Personnalités liées au Collège

### Anciens étudiants
- Khalida Safarova (1926-2005), peintre azerbaïdjanaise (élève de 1941 à 1944).